# Miquel Nelom
Miquel Nelom (Rotterdam, 22 september 1990) is een Surinaams-Nederlands voormalig betaald voetballer die doorgaans als linksback speelde.

## Clubcarrière
Nelom begon met voetballen bij VV Spijkenisse. Nadat hij D-pupil was geworden, werd hij gescout door Feyenoord. Nelom speelde voor zijn tijd bij Feyenoord twee jaar als verdediger voor Excelsior. Op 24 mei 2011 ging hij transfervrij over naar Feyenoord, waar hij een contract tekende voor twee seizoenen met een optie voor nog twee seizoenen. Zijn debuut voor de stadionclub maakte hij 5 november 2011, thuis tegen N.E.C.. Hij werd die dag verkozen tot man van de wedstrijd. Op 23 augustus 2012 maakte Nelom zijn eerste doelpunt voor Feyenoord, in een wedstrijd tegen Sparta Praag voor kwalificatie voor de UEFA Europa League. Nelom maakte op 1 september 2013 zijn eerste doelpunt in de Eredivisie voor Feyenoord, thuis tegen Roda JC (4–0). Eind januari 2018 werd bekend dat Nelom voor de rest van het seizoen wordt verhuurd aan Sparta. Al voordat de huur beklonken was, werd bekend dat Feyenoord het aflopende contract van Nelom niet zal verlengen en dat hij op zoek moet naar een andere club.
Op 17 september 2018 werd bekend dat hij tekent bij Hibernian FC in Schotland. Het Schotse avontuur liep niet uit op een succes: Nelom kwam slechts in drie wedstrijden aan spelen toe en aan het eind van zijn eerste seizoen kon hij alweer vertrekken. Vervolgens was hij in de voorbereiding van het seizoen 2019/2020 op proef bij Vitesse.
Hij tekende in september 2019 een eenjarig contract bij Willem II. In mei 2020 verlengde hij zijn contract met twee seizoenen. In de zomer van 2022 vertrok Nelom bij Willem II. Hierna stopte hij met voetballen. 

## Clubstatistieken
| Seizoen         | Club               |                    | Competitie              | Competitie | Competitie | Beker | Beker | Internationaal | Internationaal | Overig | Overig | Totaal | Totaal |
| Seizoen         | Club               | Wed.               | Competitie              | Dlp.       | Wed.       | Dlp.  | Wed.  | Dlp.           | Wed.           | Dlp.   | Wed.   | Dlp.   |        |
| --------------- | ------------------ | ------------------ | ----------------------- | ---------- | ---------- | ----- | ----- | -------------- | -------------- | ------ | ------ | ------ | ------ |
| 2009/10         | Excelsior          | Vlag van Nederland | Eerste divisie          | 4          | 0          | –     | –     | –              | –              | –      | –      | 4      | 0      |
| 2010/11         | Excelsior          | Vlag van Nederland | Eredivisie              | 32         | 0          | 2     | 0     | –              | –              | 4      | 0      | 38     | 0      |
| 2011/12         | Feyenoord          | Vlag van Nederland | Eredivisie              | 18         | 0          | –     | –     | –              | –              | –      | –      | 18     | 0      |
| 2012/13         | Feyenoord          | Vlag van Nederland | Eredivisie              | 20         | 0          | 2     | 0     | 4              | 1              | –      | –      | 26     | 1      |
| 2013/14         | Feyenoord          | Vlag van Nederland | Eredivisie              | 18         | 2          | 3     | 0     | 1              | 0              | –      | –      | 22     | 2      |
| 2014/15         | Feyenoord          | Vlag van Nederland | Eredivisie              | 30         | 0          | 1     | 0     | 9              | 0              | 2      | 0      | 42     | 0      |
| 2015/16         | Feyenoord          | Vlag van Nederland | Eredivisie              | 16         | 0          | 3     | 0     | –              | –              | –      | –      | 19     | 0      |
| 2016/17         | Feyenoord          | Vlag van Nederland | Eredivisie              | 17         | 0          | 1     | 0     | 3              | 0              | 1      | 0      | 22     | 0      |
| 2017/18         | Feyenoord          | Vlag van Nederland | Eredivisie              | 6          | 0          | 1     | 0     | 1              | 0              | 0      | 0      | 8      | 0      |
| 2017/18         | → Sparta Rotterdam | Vlag van Nederland | Eredivisie              | 10         | 0          | –     | –     | –              | –              | 2      | 0      | 12     | 0      |
| 2018/19         | Hibernian          | Vlag van Schotland | Scottish Premier League | 3          | 0          | 0     | 0     | –              | –              | 0      | 0      | 3      | 0      |
| 2019/20         | Willem II          | Vlag van Nederland | Eredivisie              | 16         | 0          | 2     | 0     | –              | –              | 0      | 0      | 18     | 0      |
| 2020/21         | Willem II          | Vlag van Nederland | Eredivisie              | 7          | 0          | 0     | 0     | 0              | 0              | 2      | 0      | 9      | 0      |
| 2021/22         | Willem II          | Vlag van Nederland | Eredivisie              | 4          | 0          | 0     | 0     | 0              | 0              | 0      | 0      | 4      | 0      |
| Carrière totaal | Carrière totaal    | Carrière totaal    | Carrière totaal         | 199        | 2          | 15    | 0     | 18             | 1              | 11     | 0      | 244    | 3      |

Bijgewerkt t/m 9 juli 2023.

## Interlandcarrière
Nelom debuteerde op 7 juni 2013 in het Nederlands voetbalelftal, in een oefeninterland tegen Indonesië. Hij speelde in zijn tweede interland tegen China. In de rust werd hij gewisseld voor Erik Pieters.

## Interlandstatistieken
| Interlands van Miquel Nelom voor Nederland | Interlands van Miquel Nelom voor Nederland | Interlands van Miquel Nelom voor Nederland | Interlands van Miquel Nelom voor Nederland | Interlands van Miquel Nelom voor Nederland | Interlands van Miquel Nelom voor Nederland | Interlands van Miquel Nelom voor Nederland |
| Nr.                                        | Datum                                      | Wedstrijd                                  | Uitslag                                    | Competitie                                 | Goals                                      | Assists                                    |
| Als speler van Feyenoord                   | Als speler van Feyenoord                   | Als speler van Feyenoord                   | Als speler van Feyenoord                   | Als speler van Feyenoord                   | Als speler van Feyenoord                   | Als speler van Feyenoord                   |
| ------------------------------------------ | ------------------------------------------ | ------------------------------------------ | ------------------------------------------ | ------------------------------------------ | ------------------------------------------ | ------------------------------------------ |
| 1                                          | 7 juni 2013                                | Indonesië – Nederland                      | 0 – 3                                      | Vriendschappelijk                          | 0                                          | 0                                          |
| 2                                          | 11 juni 2013                               | China – Nederland                          | 0 – 2                                      | Vriendschappelijk                          | 0                                          | 0                                          |

## Erelijst
| Eredivisie           | 1× | 2016/17 |
| KNVB beker           | 1× | 2015/16 |
| Johan Cruijff Schaal | 1× | 2017    |